# Antonín Kovář
Antonín Kovář (1. června 1897 Pržno – 21. ledna 1975 Pržno) byl český a československý politik Československé sociální demokracie, po roce 1948 Komunistické strany Československa, a poválečný poslanec Ústavodárného Národního shromáždění a Národního shromáždění ČSR.

## Biografie
Pocházel z rodiny gruntovníka v Pržně. Narodil se jako katolík. Roku 1928 vystoupil z církve a byl bez vyznání. V roce 1946 se uvádí jako malorolník, bytem Pržno.
V parlamentních volbách v roce 1946 se stal poslancem Ústavodárného Národního shromáždění za ČSSD. Zasedal zde do voleb do Národního shromáždění roku 1948, v nichž byl zvolen do Národního shromáždění za ČSSD ve volebním kraji Ostrava. Patřil k té části sociální demokracie, která souhlasila s průběhem komunistického převratu v roce 1948 a setrval ve straně i poté, co se stala loajálním spojencem komunistů. V červnu 1948 po sloučení ČSSD a KSČ přešel do poslaneckého klubu komunistů. Mandát zastával konce funkčního období parlamentu, tedy do roku 1954.